# トラブゾン
トラブゾン（Trabzon）は、黒海沿岸のトルコの都市。トラブゾン県の県都。人口は約15万人。トルコ東北部における経済活動の中心として重要な港湾都市である。飛行場や1963年創設のカラデニズ工科大学がある。古代にはトラペズス（Trapezous, Τραπεζούς）、中世にはトレビゾンド（Trebizond）やトラペズンダ（Trapezunda, Τραπεζούντα）とも呼ばれた。
2012年の行政区画改編でトラブゾン県全体がトラブゾン大都市自治体に指定されることにより、旧トラブゾン市はオルタヒサール（Ortahisar）に改称した。

## 歴史
紀元前7世紀にギリシア人によって交易都市として建設された。ポントス王国、ローマ帝国の支配下において繁栄する。とくに、ペルシアやメソポタミアへの通商路の基点として重要な都市となったが、258年にゴート人に破壊された後は衰えた。その後は東ローマ帝国の地方都市となり、中世にはテマ（軍管区。中世東ローマ帝国の地方行政単位）-カルディアの首府としてポントス地方の中心都市となった。
第4回十字軍によるコンスタンティノポリス占領の際、コンスタンティノポリスから逃れたアレクシオス・コムネノス（東ローマ皇帝アンドロニコス1世コムネノスの孫）が、グルジア女王タマルの支援を受けて、1204年、トラブゾンを首都とした亡命政権トレビゾンド帝国を建てた。領土は限定的であったが、グルジア王国や白羊朝（アク・コユンル朝）などと姻戚関係を結ぶことで政治的独立を維持し、トラブゾンは交易港として栄えた。1461年にトレビゾンド帝国はオスマン帝国のメフメト2世による包囲戦 で滅ぼされた。

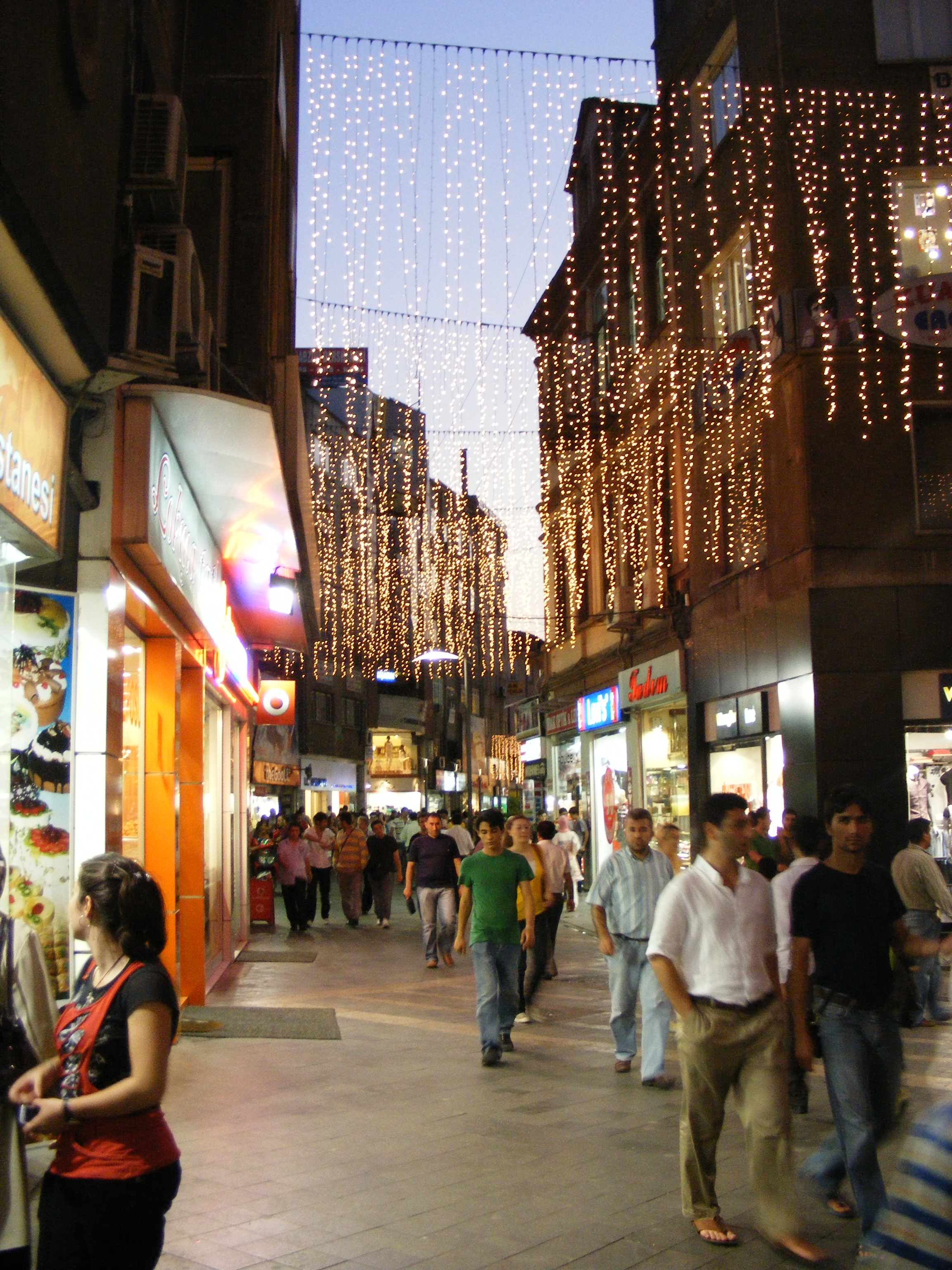
繁華街

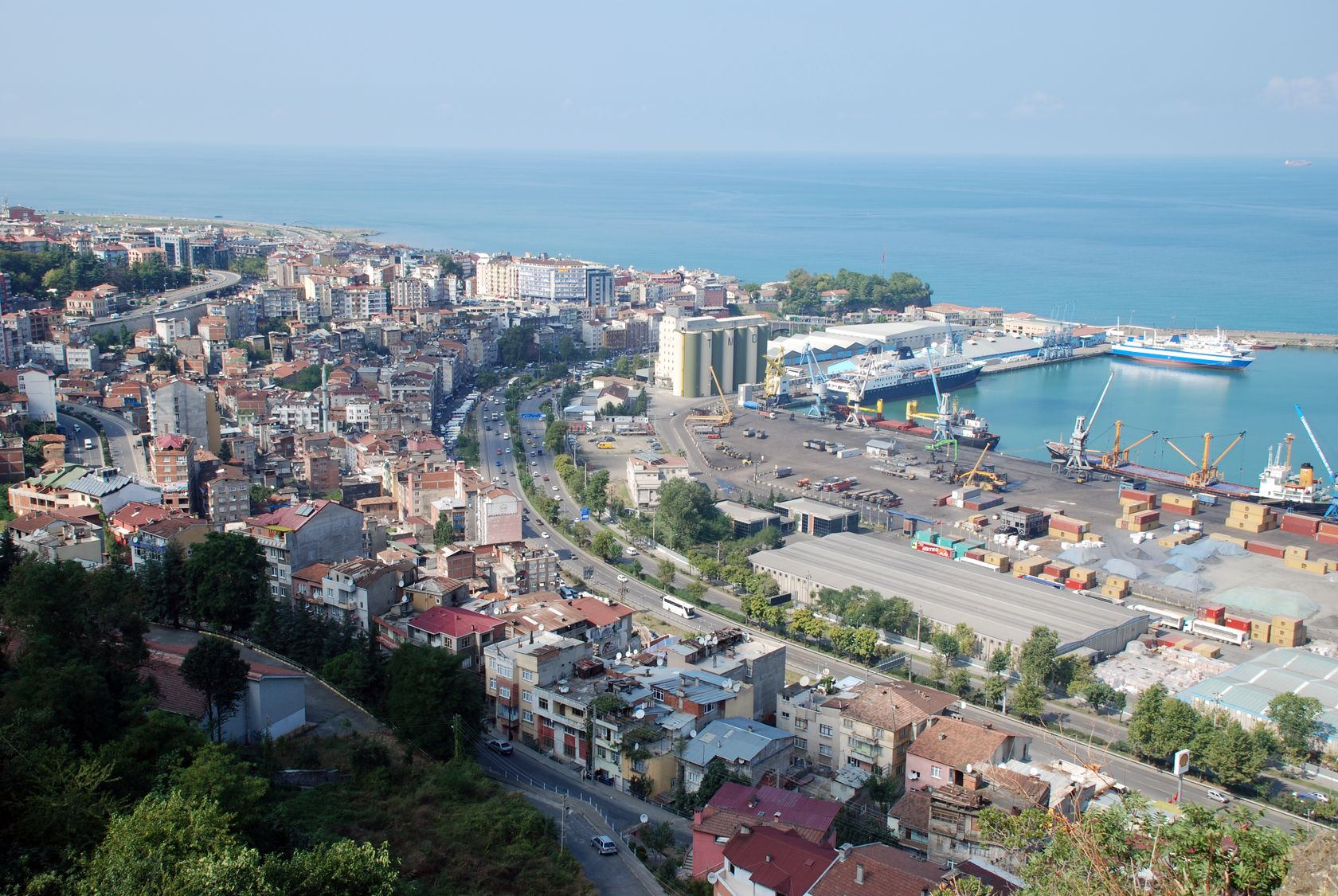
港と市街

## 気候
1年を通じ多雨多湿で年間800mmに達する。最高気温平均は7～8月が最も高く約27度C、1～2月が約11度Cである。最低気温は同じく20度Cと4度Cである。
| トラブゾンの気候                                 | トラブゾンの気候 | トラブゾンの気候 | トラブゾンの気候 | トラブゾンの気候 | トラブゾンの気候 | トラブゾンの気候 | トラブゾンの気候 | トラブゾンの気候 | トラブゾンの気候 | トラブゾンの気候 | トラブゾンの気候 | トラブゾンの気候 | トラブゾンの気候 |
| 月                                               | 1月              | 2月              | 3月              | 4月              | 5月              | 6月              | 7月              | 8月              | 9月              | 10月             | 11月             | 12月             | 年               |
| ------------------------------------------------ | ---------------- | ---------------- | ---------------- | ---------------- | ---------------- | ---------------- | ---------------- | ---------------- | ---------------- | ---------------- | ---------------- | ---------------- | ---------------- |
| 最高気温記録 °C （°F）                           | 24.3 (75.7)      | 26.4 (79.5)      | 33.1 (91.6)      | 35.0 (95)        | 37.8 (100)       | 35.9 (96.6)      | 37.0 (98.6)      | 34.8 (94.6)      | 33.2 (91.8)      | 32.7 (90.9)      | 30.3 (86.5)      | 26.4 (79.5)      | 37.8 (100)       |
| 平均最高気温 °C （°F）                           | 10.8 (51.4)      | 10.9 (51.6)      | 12.3 (54.1)      | 15.8 (60.4)      | 19.1 (66.4)      | 23.5 (74.3)      | 26.3 (79.3)      | 26.9 (80.4)      | 23.9 (75)        | 20.1 (68.2)      | 16.2 (61.2)      | 12.9 (55.2)      | 18.22 (64.79)    |
| 平均最低気温 °C （°F）                           | 4.4 (39.9)       | 4.3 (39.7)       | 5.6 (42.1)       | 8.8 (47.8)       | 12.8 (55)        | 16.9 (62.4)      | 20.0 (68)        | 20.3 (68.5)      | 17.2 (63)        | 13.5 (56.3)      | 9.3 (48.7)       | 6.3 (43.3)       | 11.62 (52.89)    |
| 最低気温記録 °C （°F）                           | −4.6 (23.7)      | −6.1 (21)        | −5.0 (23)        | −2.0 (28.4)      | 5.4 (41.7)       | 10.3 (50.5)      | 13.5 (56.3)      | 13.8 (56.8)      | 9.4 (48.9)       | 3.8 (38.8)       | 1.0 (33.8)       | −3.1 (26.4)      | −6.1 (21)        |
| 降水量 mm （inch）                               | 74.0 (2.913)     | 60.7 (2.39)      | 58.8 (2.315)     | 58.8 (2.315)     | 50.9 (2.004)     | 49.2 (1.937)     | 37.3 (1.469)     | 46.5 (1.831)     | 77.0 (3.031)     | 119.5 (4.705)    | 100.2 (3.945)    | 83.5 (3.287)     | 816.4 (32.142)   |
| 平均降雨日数                                     | 13.1             | 12.6             | 13.9             | 14.6             | 13.2             | 11.3             | 8.4              | 9.7              | 12.0             | 13.6             | 13.1             | 13.0             | 148.5            |
| % 湿度                                           | 69               | 69               | 73               | 75               | 77               | 75               | 73               | 73               | 74               | 73               | 70               | 68               | 72.4             |
| 平均月間日照時間                                 | 83.7             | 89.6             | 105.4            | 129.0            | 176.7            | 210.0            | 179.8            | 167.4            | 150.0            | 133.3            | 108.0            | 80.6             | 1,613.5          |
| 出典1：Devlet Meteoroloji İşleri Genel Müdürlüğü |                  |                  |                  |                  |                  |                  |                  |                  |                  |                  |                  |                  |                  |
| 出典2：Weatherbase                               |                  |                  |                  |                  |                  |                  |                  |                  |                  |                  |                  |                  |                  |

## 姉妹都市
- ソチ、ロシア
- 日照市、中華人民共和国
- シゲトヴァール、ハンガリー
- バトゥミ、ジョージア
- ラシュト、イラン
- ザンジャーン、イラン

## 関連事項
- トラブゾンスポル